# Панамериканский чемпионат по дзюдо 1978
Панамериканский чемпионат по дзюдо 1978 года прошёл в столице Аргентины Буэнос-Айресе под эгидой Панамериканского союза дзюдо. Чемпионат был 11-м по счёту. Наибольшего успеха добились дзюдоисты Кубы, которые завоевали 4 золотые медали, 2 серебряные и 1 бронзовую. Соревнования проводились только среди мужчин.

## Медалисты
| Категория            | Золото                       | Серебро                    | Бронза                                                |
| -------------------- | ---------------------------- | -------------------------- | ----------------------------------------------------- |
| до 63 кг             | Кейт Накасоне · США          | Дэвид Картер · Канада      | Рафаэль де ла Вега · Мексика Луис Синохара · Бразилия |
| до 65 кг             | Гильермо Санчес · Куба       | Майкл Суэйн · США          | Мауро Хунквейра · Бразилия Омар Абдала · Аргентина    |
| до 71 кг             | Гильермо Мэй · Куба          | Роберто Мачуссо · Бразилия | Алан Кир · Канада Майкл Винсенти · США                |
| до 78 кг             | Карлос да Куньо · Бразилия   | Брэтт Баррон · США         | Хосе Стратико · Аргентина Иван Каналейо · Куба        |
| до 86 кг             | Исаак Аскуй · Куба           | Томми Мартин · США         | Алехандро Стратико · Аргентина Луис Джани · Канада    |
| до 95 кг             | Венансио Гомес · Куба        | Карлос Пачецо · Бразилия   | Том Гринвэй · Канада Джеймс Томсон · США              |
| свыше 95 кг          | Освальдо Симоэс · Бразилия   | Хосе Гомес · Куба          | Джон Сэйлор · США Хулио Абрахам · Аргентина           |
| Абсолютная категория | Гектор Эстевес · Пуэрто-Рико | Хосе Гомес · Куба          | Освальдо Симоэс · Бразилия                            |

## Медальный зачёт
*   Принимающая страна (Аргентина)
| Место          | Страна         | Золото | Серебро | Бронза | Всего |
| -------------- | -------------- | ------ | ------- | ------ | ----- |
| 1              | Куба           | 4      | 2       | 1      | 7     |
| 2              | Бразилия       | 2      | 2       | 3      | 7     |
| 3              | США            | 1      | 3       | 3      | 7     |
| 4              | Пуэрто-Рико    | 1      | 0       | 0      | 1     |
| 5              | Канада         | 0      | 1       | 3      | 4     |
| 6              | Аргентина*     | 0      | 0       | 4      | 4     |
| 7              | Мексика        | 0      | 0       | 1      | 1     |
| Всего стран: 7 | Всего стран: 7 | 8      | 8       | 15     | 31    |